# Kallahden harju-, niitty- ja vesialueet
Kallahden harju-, niitty- ja vesialueet este o arie protejată (arie specială de conservare — SAC, sit de importanță comunitară — SCI) din Finlanda întinsă pe o suprafață de 251 ha, integral pe uscat.

## Localizare
Centrul sitului Kallahden harju-, niitty- ja vesialueet este situat la coordonatele 60°11′06″N 25°08′55″E / 60.185°N 25.1486°E.

## Înființare
Situl Kallahden harju-, niitty- ja vesialueet a fost declarat sit de importanță comunitară în august 1998 pentru a proteja un număr necunoscut de specii din flora spontană și fauna sălbatică aflate în arealul zonei. Situl a fost protejat și ca arie specială de conservare în aprilie 2015.

## Biodiversitate
Situată în ecoregiunea boreală, aria protejată conține 6 habitate naturale: Bancuri de nisip acoperite în permanență slab de apă marină, Lagune de coastă, Pășuni de coastă din Baltica boreală, Litoraluri nisipoase din Baltica boreală cu vegetație perenă, Păduri de conifere pe eskere fluvioglaciare sau legate la acestea, Vegetație anuală la limita mareei.
La baza desemnării sitului se află un număr nedeclarat de specii protejate.
Pe lângă speciile protejate, pe teritoriul sitului au mai fost identificate 5 specii de păsări.